# Loveci
Loveci (în bulgară Ловеч, în trecut denumit în română  Lovcea ) este un oraș în comuna Loveci, regiunea Loveci,  Bulgaria. 

## Demografie
Componența etnică a orașului Loveci
     Bulgari (89,36%)
     Romi (1,12%)
     Turci (2,51%)
     Nicio identificare (6,67%)
     Altele (0,32%)
La recensământul din 2011, populația orașului Loveci era de 36.600 locuitori. Din punct de vedere etnic, majoritatea locuitorilor (89,36%) erau bulgari, existând și minorități de turci (2,51%) și romi (1,12%). Pentru 6,67% din locuitori nu este cunoscută apartenența etnică.

## Personalități născute aici
- Ahmet Cevdet Pașa (1822 - 1895), om de stat otoman;
- Dimităr Dimov (1909 - 1966), scriitor, chirurg veterinar.
- Ivailo Petev (n. 1975), fotbalist;
- Radoslav Dimitrov (n. 1988), fotbalist.